# Mongolie aux Jeux olympiques d'été de 2004
La Mongolie a participé aux Jeux olympiques d'été de 2004 à Athènes en Grèce. Elle était représentée par vingt athlètes.

## Liste des médaillés mongol

### Médailles d'or
| Sport              | Discipline | Sportifs | Performance |
| Médailles d'or : 0 |            |          |             |

### Médailles d'argent
| Sport                  | Discipline | Sportifs | Performance |
| Médailles d'argent : 0 |            |          |             |

### Médailles de bronze
| Sport                   | Discipline | Sportifs                    | Performance |
| Médailles de bronze : 1 |            |                             |             |
| Judo                    | 60 kg (H)  | Khashbaataryn Tsagaanbaatar |             |

## Athlètes engagés

### Athlétisme
Luvsanlkhündegiin Otgonbayar a fini a plus d'une heure du vainqueur. Dans le marathon hommes, Bat-Ochiryn Ser-Od a fini juste vingt minutes après le vainqueur.
Marathon hommes
- Ser-Od Bat-Ochir
  - 2 h 33 min 24 (75e)

Marathon femmes
- Luvsanlkhündegiin Otgonbayar
  - 3 h 48 min 42 (66e)

### Boxe
- Uranchimegiin Mönkh-Erdene
  - 16e de finale - Victoire contre Michael Medor (29 - 23)
  - 8e de finale - Défaite contre Baik Jong-Sub (22 - 33)

### Judo
Hommes
60 kg
- Khashbaataryn Tsagaanbaatar
  - 32e de finale : Dispensé
  - 16e de finale : victoire contre Akram Shah (Gyaku-juji-jime; ippon - 0:44)
  - 8e de finale : victoire contre Taraje Williams-Murray (Kibisu-gaeshi; ippon - 1:37)
  - Quart de finale : victoire contre Choi Min-Ho (Kami-shiho-gatame; ippon - 1:14)
  - Demi-finale : défaite contre Tadahiro Nomura (Ouchi-gari; ippon - 0:23)
  - Match pour la médaille de bronze : victoire contre Kenji Uematsu (Kuchiki-taoshi; yuko - 0:23 (Golden Score))

66 kg
- Gantömöriin Dashdavaa
  - 16e de finale : victoire contre Georgios Vazagakasvili (points de pénalités; 3 shidos)
  - 8e de finale : défaite contre Masato Uchishiba (Tomoe-nage; ippon - 2:00)
  - 1er tour repêchage : défaite contre  Jorge Lencina (Kuchiki-taoshi; ippon - 4:27)

73 kg
- Suldbayar Damdin
  - 32e de finale : Dispensé
  - 16e de finale : victoire contre Vsevolods Zeolnijs (Sumi-otoshi; ippon - 5:00)
  - 8e de finale : victoire contre Bernard Sylvain Mvondo (Sumi-otoshi; yuko)
  - Quart de finale : défaite contre Vitaliy Makarov (Penalty points; 3 shidos)
  - 3e tour des repêchage : défaite contre  David Kevkhishvili (Kata-guruma; yuko)

81 kg
- Damdinsürengiin Nyamkhüü
  - 16e de finale : défaite contre Gabriel Israel Arteaga (Harai-makikomi; waza-ari)

90 kg
- Ochirbat Tsend-Ayush
  - 16e de finale : victoire contre Krisna Bayu (Kuchiki-taoshi; waza-ari)
  - 8e de finale : défaite contre Carlos Eduardo Honorato (Penalty points; 3 shidos)

100 kg
- Odkhüü Batjargal
  - 32e de finale : Dispensé
  - 16e de finale : défaite contre Iveri Jikurauli (Uchi-mata; ippon - 0:55)

Femmes
57 kg
- Khishigbatyn Erdenet-Od
  - 32e de finale : Dispensé
  - 16e de finale : défaite contre Kie Kusakabe (Ippon-seoi-nage; yuko)

+78 kg
- Erdene-Ochir Dolgormaa
  - 16e de finale : victoire contre Lee Hsiao-Hung (Ushiro-kesa-gatame; yuko)
  - 8e de finale : défaite contre Maryna Prokofyeva (Kuzure-kesa-gatame; w'ari ippon - 1:24)

### Tir
Femmes
Pistolet 25 m
- Otryadyn Gündegmaa
  - Qualification : 583 points (5e Qualifié)
  - Finale : 100,4 points (Total: 683.4 points) (6e)

Pistolet air comprimé 10 m
- Otryadyn Gündegmaa
  - Qualification : 380 points (16e, éliminé)

### Natation
Hommes
- 100 m nage libre
  - Tamir Andrey
    - Séries : 57,29 s (64e, éliminé)

### Haltérophilie
58 kg femmes
- Namkhaidorjiin Bayarmaa
  - 195,0 kg (arraché: 87,5 kg, épaulé-jeté: 107,5 kg, 14e)

### Lutte
Hommes
55 kg
- Bayaraagiin Naranbaatar
  - victoire contre Babak Nourzad (6-0)
  - défaite contre Kim Hyo-Sub (3-4)
  - 2e en poule, éliminé (4 TP, 9 CP, 12e)

60 kg
- Purevbaatar Oyunbileg
  - victoire contre Eric Guerrero (3-1; 7:50)
  - défaite contre David Pogosian (2-4)
  - 2e en poule, éliminé (4 TP, 5 CP, 13e)

96 kg
- Enkhtuya Tuvshintur
  - défaite contre Fatih Cakiroglu (3:15)
  - défaite contre Alexander Shemarov (0-5)
  - 3e en poule, éliminé (0 TP, 0 CP, 21e)

120 kg
- Usukhbayar Gelegjamts
  - victoire contre Barys Hrynkevich of Belarus (6 - 0)
  - défaite contre Alireza Rezai (0-3; 7:31)
  - défaite contre Bozhidar Boyadzhiev (3:22)
  - 3e en poule, éliminé (6 TP, 3 CP, 12e)

Femmes
48 kg
- Enkhjargai Tsogtbazar
  - défaite contre Angélique Berthenet (4-7; 6:16)
  - victoire contre Leopoldina Ross (12-0; 3:22)
  - 5e qualification : défaite contre Brigitte Wagner (2:33) (8e)

72 kg
- Burmaa Ochirbat
  - défaite contre Maria Louiza Vryoni (3-4)
  - défaite contre Svitlana Sayenko (0-3)
  - 3e en poule, éliminé (3 TP, 1 CP, 10e)